# انگلس مونتولیو
 انگلس مونتولیو (انگلیسی: Ángeles Montolio؛ زادهٔ ۶ اوت ۱۹۷۵) یک تنیس‌باز اهل اسپانیا است.